# Chris Ellis
Chris Ellis est un acteur américain né le 14 avril 1956 à Dallas au Texas.
Au cinéma, il a joué dans Jours de tonnerre, Mon cousin Vinny, Les Valeurs de la famille Addams, Apollo 13, Bean, Des hommes d'influence, Armageddon, Godzilla, Ciel d'octobre, The Watcher, La Planète des singes, Arrête-moi si tu peux, The Island, Braqueurs amateurs, Die Hard 4, Transformers et The Dark Knight Rises.
A la télévision, il a fait plusieurs apparitions dans les séries : New York Police Blues, X-Files, Alias, Les Experts, Cold Case, NCIS : Enquêtes spéciales, Burn Notice, Roswell, Ghost Whisperer, Veronica Mars, Justified, Esprits criminels et Mentalist.

## Filmographie

### Acteur

#### Au cinéma
- 1988 : Pourvu qu'elles soient douces (Libertine II) (court-métrage) de Laurent Boutonnat : William
- 1990 : Jours de tonnerre de Tony Scott : Harlem Hoogerhyde
- 1992 : Mon cousin Vinny de Jonathan Lynn : J.T.
- 1993 : Pas de vacances pour les Blues de Herbert Ross : Burt
- 1993 : Les Valeurs de la famille Addams de Barry Sonnenfeld : un déménageur portant une grande toile
- 1995 : Apollo 13 de Ron Howard : Dick Slayton
- 1995 : La Petite Princesse de Alfonso Cuaron : Le policier
- 1997 : Bean de Mel Smith : Le détective Butler
- 1997 : Des hommes d'influence (Wag the Dog) de Barry Levinson : Officier
- 1998 : Armageddon de Michael Bay : Walter Clark
- 1998 : Godzilla de Roland Emmerich : Général Anderson
- 1998 : Des hommes d'influence de Barry Levinson : un officier
- 1998 : Méli-Mélo (Home Fries) de Dean Parisot : Henry Lever
- 1999 : Ciel d'octobre (October Sky) de Joe Johnston : Turner
- 2000 : The Watcher de Joe Charbanic : Hollis
- 2001 : La Planète des singes de Tim Burton : Le commandant Karl Vasich
- 2001 : Braquage au féminin (Beyonds the City Limits) de Gigi Gaston : Détective Hanson
- 2001 : L'Intrus (Domestic Disturbance) de Harold Becker : Détective Warren
- 2002 : Arrête-moi si tu peux de Steven Spielberg : l'agent du FBI Witkins
- 2004 : Wonderland de James Cox : Le capitaine Nimziki
- 2004 : Entre les mains de l'ennemi (In Enemy Hands) de Tony Giglio
- 2005 : The Island : Le barman
- 2006 : Braqueurs amateurs de Dean Parisot : RJ Wade
- 2006 : The Darkroom de Michael Hurst : Jackson
- 2007 : Die Hard 4 - retour en enfer de Len Wiseman : Scalvino
- 2007 : Transformers de Michael Bay : l'Amiral Brigham
- 2009 : Teenage Dirtbag de Regina Crosby : Pops
- 2009 : Mission-G (G-Force) : le directeur du FBI
- 2012 : The Dark Knight Rises  de Christopher Nolan : le père Reilly
- 2013 : Grace Unplugged de Brad J Silverman :  Pastor Tim Bryan

#### À la télévision
- 1993 : New York Police Blues (Série télévisée) : Saison 1 épisode 3, 5
- 1996 : X-Files : Aux frontières du réel (Série télévisée) : Saison 3 épisode Les Dents du lac : Shérif Lance Hindt
- 1996 : Le Caméléon (Série télévisée) : Saison 1 épisode 9 : Daniel Crockett
- 1996 : MillenniuM (Série télévisée) : Saison 1 épisode 3, 4 : Jim Penseyres
- 2000 : Roswell (Série télévisée) : Saison 2 épisode 6 : Mr Crawford
- 2000 : Diagnostic : Meurtre (Série télévisée) : Saison 8 épisode 9 : Leonard Wilson
- 2002 : Six Feet Under (Série télévisée) : Saison 2 épisode 9
- 2002 : Les Anges de la nuit (Série télévisée) : Saison 1 épisode 1 : Larry Ketterly
- 2002 : Alias (Série télévisée) : Saison 2 épisode 7
- 2003 : JAG (Série télévisée) : Saison 9 épisode 13
- 2003 : Line of Fire (Série télévisée) : Saison 1 épisode 9 : Vigs
- 2003 : NCIS : Enquêtes spéciales, épisode 1.5, La Momie
- 2004 : NCIS : Enquêtes spéciales, épisode 2.5, Terrain miné : Sergent John Deluca
- 2005 : Révélations (Revelations) (Série télévisée) : Saison 1 épisode 1 : Mr Beaudrey
- 2005 : Esprits criminels (Série télévisée) : Saison 1 épisode 16 : Shérif Rhodes
- 2005 : Ghost Whisperer (Série télévisée) : Saison 1 épisode 21, 22 : le pilote fantôme
- 2006 : Veronica Mars (Série télévisée) : Saison 3 épisode 12 : Prêtre Ted Capistrano
- 2008 : Burn Notice (Série télévisée) : Saison 1 et 2 épisode 7 : Virgil Watkins
- 2008 : Le Retour de K 2000 (Série télévisée) : Saison 1 épisode 16 : Phil Driscoll
- 2008 : Cold Case : Affaires classées (Série télévisée) : Saison 6 épisode 3 : Jim Horn
- 2010 : Los Angeles, police judiciaire (Série télévisée) : Saison 1 épisode 13 : Walter Exley
- 2010 : Justified (Série télévisée) : Saison 1 épisode 2 : Douglas Cooper
- 2010 : Zeke et Luther (Série télévisée) : Saison 2 épisode 14 : Buzz
- 2010 : Mentalist (Série télévisée) : Saison 3 épisode 9 : Sheriff Mullery
- 2010 : Les Experts (Série télévisée) : Saison 11 épisode 17 : Warden Clinton Malton
- 2011 : Facing Kate (Série télévisée) : Saison 1 épisode 4 : Bo / Maddox Resor
- 2011 : La Loi selon Harry (Harry's Law) (Série télévisée) : Saison 2 épisode 6
- 2011 : US Marshals : Protection de témoins (Série télévisée) : Saison 4 épisode 9 : Reidell
- 2012 : The Finder (Série télévisée) : Saison 1 épisode 2 : Warden Nick Larsen
- 2012 : Political Animals (Série télévisée) : Saison 1 épisode 3 : Jubal Jacobs

### Monteur
- 1991 : Alligator 2, la mutation de Jon Hess